# NGC 630
NGC 630 (другие обозначения — ESO 297-9, MCG -7-4-20, AM 0133-393, PGC 5924) — галактика в созвездии Скульптор. Открыта Джоном Гершелем в 1835 году. Описание Дрейера: «довольно тусклый, маленький объект круглой формы, более яркий в середине».
Этот объект входит в число перечисленных в оригинальной редакции «Нового общего каталога».
Имеет оптический компаньон ESO 297-8 (PGC 5915). Галактики не являются физической парой: их лучевые скорости различаются на 600 км/с, а расстояние между ними составляет 25–30 миллионов световых лет.